# Actinote mamita
Actinote mamita är en fjärilsart som beskrevs av Hermann Burmeister 1861. Actinote mamita ingår i släktet Actinote och familjen praktfjärilar. Inga underarter finns listade i Catalogue of Life.